# لاله یولداشوا
لاله یولداشوا (به ازبکی: Lola Yoldosheva), (زاده ۴ سپتامبر ۱۹۸۵ )، خواننده، ترانه‌سرا و بازیگر اهل ازبکستان است.